# Olvido García Valdés
Olvido García Valdés (Santianes de Pravia, Astúries, 2 de desembre de 1950) es una escriptora coneguda especialment per la seva obra poètica. Va ser Directora General del Llibre i Foment de la Lectura (de juliol del 2018 fins a l'octubre del 2019).
És llicenciada en Filologia Romànica i en Filosofia. Els seus llibres de poemes, a excepció de Lo solo del animal, recentment publicat, es troben recollits a Esa polilla que delante de mí revolotea (Poesía reunida, 1982-2008). Ha traduït Pier Paolo Pasolini (La religión de mi tiempo i Larga carretera de arena) i, en col·laboració, una àmplia antologia, El canto y la ceniza, d'Anna Akhmàtova i Marina Tsvetàieva. També és autora de l'assaig biogràfic Teresa de Jesús, de textos per a catàlegs d'arts plàstiques (Zush, Kiefer, Tàpies, Broto...) i de nombrosos treballs de reflexió literària. Ha codirigit la revista Los Infolios i va ser membre fundadora d'El signo del gorrión (1992-2002). Alguns dels seus llibres han estat traduïts al suec, el francès i l'italià, i els seus poemes han aparegut en anglès, alemany, portuguès, romanès, polonès i àrab. El 2007 va rebre el Premio Nacional de poesía pel seu llibre Y todos estábamos vivos. El juny de 2018 fou nomenada Directora general del Llibre i Foment de la Lectura en el govern de Pedro Sánchez.

## Obres

### Poesia
Llibres:
- El tercer jardín, Ediciones del Faro, Valladolid, 1986.
- Exposición, Ferrol, 1990, premio Ícaro de Literatura.
- Ella, los pájaros, Diputación, Soria, 1994, premio Leonor de Poesía.
- Caza nocturna, Ave del Paraíso, Madrid, 1997 (ha sido traducido al sueco:Nattlig jakt, traducción de Ulf Eriksson, Ariel Skrifter 27, Stockholm, 2004; y al francés:Chasse nocturne, traducción de Stéphane Chaumet, L'Oreille du Loup, París, 2009).
- Del ojo al hueso, Ave del Paraíso, Madrid, 2001.
- La poesía, ese cuerpo extraño (Antología), Oviedo, 2005.
- Y todos estábamos vivos, Tusquets, Barcelona, 2006, premio Nacional de Poesía 2007.
- Esa polilla que delante de mí revolotea. Poesía reunida (1982-2008). Prólogo de Eduardo Milán. Galaxia Gutenberg/Círculo de Lectores, Barcelona, 2008.
- Lo solo del animal, Tusquets, Barcelona, 2012.

Plaquettes:
- Mimosa de febrero, Astrolabio, Palencia, 1994.
- Si un cuervo trajera, La Borrachería, Lucerna, Zamora, 2000.
- Todo acaba cayendo del lado que se inclina, Edición a secas, Buenos Aires, 2002.
- Siete poemas. Con monotipos –Serie Babel 15106- de Luis Costillo. Escuela de Arte, Mérida, 2006.

### Assaigs
- Teresa de Jesús, Barcelona, 2001.
- Los poetas de la República (en col·laboració amb Miguel Casado), Barcelona, 1997.

En volums col·lectius:
- Perdidas en el espacio. Formas de ocupar, recorrer y representar los lugares. V.V. A.A. (Coord. Asun Bernárdez). Huerga y Fierro, Madrid, 1999.
- En torno a Velázquez. V.V. A.A. (Coord. Miguel Ángel Ramos) Comunidad de Madrid, Madrid, 1999.

### Traduccions
- Pier Paolo Pasolini, La religión de mi tiempo Barcelona, 1997.
- Anna Akhmàtova i Marina Tsvetáieva, El canto y la ceniza. Antología poética (en colaboración con Monika Zgustova), Barcelona, 2005.
- Pier Paolo Pasolini, Larga carretera de arena. La Fábrica Editorial, Madrid, 2007.

### Texts en catàlegs d'exposicions
- "Locus oculus solus", en Anselm Kiefer: El viento, el tiempo, el silencio. Palacio de Velázquez, junio-septiembre de 1998. Museo Nacional Centro de Arte Reina Sofía, Madrid, 1998.
- "Octubre o colibrí", en Javier Fernández de Molina: El sueño del colibrí. Galería Rayuela. Madrid, noviembre-diciembre de 1998.
- "Descendimiento", en Antoni Tàpies: Obra recent. Galería Toni Tàpies. Edicions T, Barcelona, noviembre de 1998-enero de 1999.
- "El escribiente: carta al universo", en Zush: La campanada. Museo Nacional Centro de Arte Reina Sofía, Madrid, junio-agosto de 2000.
- "El corazón more geometrico", en Vicente Rojo: Volcanes construidos. Galería Juan Gris, Madrid, noviembre-diciembre de 2002.
- "La sangre, el aire", en José Manuel Broto: Rever. Arte Español para el Exterior, MAE/SEACEX, Madrid, 2003.
- "Vincent: la sombra debida", en Luis Costillo: Vincent. MEIAC, Badajoz, diciembre de 2004-enero de 2005.
- "Lugar de paso", en José-Miguel Ullán: Agrafismos. Escuela de Arte de Mérida/Instituto Cervantes, Mérida-Madrid, 2008.
- «De sus lenguas aéreas», en VV.AA., Palabras iluminadas. Editor: Manuel Ferro. Madrid: La Casa Encendida, 2012. [Catálogo de la exposición sobre la obra gráfica de José-Miguel Ullán].[4]